# Рюссельсхайм
Рюссельсхайм-ам-Майн (нем. Rüsselsheim am Main) — город в Германии, в земле Гессен.  Расположен на реке Майн, недалеко от её впадения в Рейн, между городами Франкфурт-на-Майне и Майнц.  Является городом особого статуса (нем. Sonderstatusstadt), что дает ему больше административных полномочий. Входит в состав Рейнско-Майнской агломерации и метрополитенского региона Франкфурт/Рейн-Майн. Население — около 67 тысяч человек (2022).  Характеризуется высокой долей иностранного населения и жителей с миграционным прошлым. Наиболее известен как место расположения штаб-квартиры и основного завода автомобильной компании Opel.

## География
Рюссельсхайм-ам-Майн занимает выгодное положение в центре Рейнско-Майнской области, находясь примерно в 20 км к западу от Франкфурта-на-Майне, 25 км к востоку от Майнца и в непосредственной близости от Франкфуртского аэропорта, южная часть которого расположена на территории города.  Город стоит на Майне в его нижнем течении. Рельеф местности равнинный. Город делится на четыре основных района: собственно Рюссельсхайм, Хаслох, Кёнигштедтен и Баушхайм.

## История
Первые поселения на месте Рюссельсхайма относятся к эпохе палеолита и мезолита. В римскую эпоху здесь проходила дорога.  Впервые город (под названием "Руцилесхайм") упоминается в документах Лоршского монастыря в 764/765 годах.  В Средние века Рюссельсхайм был небольшой деревней, принадлежавшей различным феодалам, в том числе графам Катценельнбогенам. В XIV-XV веках Рюссельсхайм получил некоторые городские права и привилегии.  Была построена крепость, призванная защищать регион и контролировать речной путь. Крепость неоднократно перестраивалась и разрушалась в ходе Тридцатилетней войны и войны за Пфальцское наследство.
В 1862 году Адам Опель основал в Рюссельсхайме мастерскую по производству швейных машин.  С 1886 года компания начала производить велосипеды, став на некоторое время крупнейшим их производителем в мире.  В 1899 году, уже после смерти Адама Опеля, компания начала производство автомобилей.
В межвоенный период, в 1929 году, семья Опель продала контрольный пакет акций американскому концерну General Motors.  Это позволило модернизировать производство, но в то же время сделало компанию зависимой от американского владельца.
В годы Второй мировой войны завод Opel был переориентирован на военное производство. Город подвергался бомбардировкам союзников и был значительно разрушен.
После войны завод был восстановлен и продолжил выпуск автомобилей. Opel стал градообразующим предприятием, обеспечивая работой большую часть населения Рюссельсхайма. В 2017 году Opel перешел под контроль французского концерна Groupe PSA, а затем, в 2021, стал частью Stellantis.
В 1990 году в городе произошла крупная железнодорожная катастрофа.
В 2015 году город был официально переименован в Рюссельсхайм-ам-Майн.

## Известные личности
- Адам Опель (1837—1895) — основатель компании Opel.
- Фриц фон Опель (1899–1971) – немецкий промышленник, ракетный пионер и автогонщик, внук Адама Опеля.

## Экономика

### Автомобильная промышленность
Основу экономики Рюссельсхайма на протяжении многих десятилетий составляет автомобилестроение.  В городе расположен завод Opel, а также исследовательский центр компании.  Долгие годы Opel был крупнейшим налогоплательщиком и работодателем города. В настоящее время, в связи с глобализацией и сменой владельцев, роль Opel в экономике города несколько снизилась, но остается значительной.

### Другие отрасли
Помимо автомобилестроения, в Рюссельсхайме представлены и другие отрасли.  Важную роль играет Франкфуртский аэропорт, в котором занята значительная часть жителей города. В городе расположены предприятия, связанные с логистикой, информационными технологиями (например, ранее здесь находилась штаб-квартира EDS, ныне часть HP), а также центр разработок Hyundai/KIA.

### Содействие экономическому развитию
Власти города предпринимают усилия по диверсификации экономики и снижению зависимости от автомобильной промышленности.  Развивается промышленная зона "Хазенгрунд", привлекаются инвестиции в другие отрасли.

## Транспорт
Рюссельсхайм расположен в зоне действия оператора перевозок «Рейнско-Майнское транспортное объединение» (RMV), имеет развитую транспортную инфраструктуру.

### Железнодорожный транспорт
В городе есть две железнодорожные станции: Рюссельсхайм и Рюссельсхайм-Опельверк. Через них проходят линии городской электрички S-Bahn S8 и S9, обеспечивающие связь с Висбаденом, Майнцем, Франкфуртом и аэропортом Франкфурта. Также через станцию Рюссельсхайм проходят региональные поезда.

### Автомобильный транспорт
Через город проходят федеральные трассы B43, B519, а также автобаны A60 и A67, обеспечивающие связь с другими городами Германии.

### Общественный транспорт
Городская автобусная сеть обслуживается компанией Stadtwerke Rüsselsheim.  Также действуют региональные автобусные маршруты.

### Велосипедное движение
В Рюссельсхайме созданы благоприятные условия для передвижения на велосипеде.  Имеется разветвленная сеть велодорожек, действует система проката велосипедов.

## Культура
В Рюссельсхайме находятся:
- Городской театр:  Предлагает разнообразную программу, включающую спектакли, концерты, оперу, балет[9].
- Городской и промышленный музей:  Рассказывает об истории города и развитии промышленности[10].
- Виллы Опелей (нем. Opelvillen) - выставочный центр, где проводятся выставки современного искусства.
- Проводится ежегодный кинофестиваль Rüsselsheimer Filmtage, посвященный короткометражным фильмам.
- Парки: В городе есть несколько парков, в том числе Остпарк и Верна-парк, которые являются популярными местами отдыха горожан.
- В 2017 году Рюссельсхайм принимал ежегодный фестиваль Хессентаг.

## Образование
В Рюссельсхайме имеется ряд школ, включая три гимназии.  Также в городе расположен кампус Университета прикладных наук Рейн-Майн, где ведется обучение по инженерным специальностям.

## Города-побратимы
- Эврё (Франция)
- Рагби (Великобритания)
- Варкаус (Финляндия)
- Кечкемет (Венгрия)